# Tamworth Regional Council
Koordinaten: 30° 42′ S, 151° 2′ O

Die Tamworth Region ist ein lokales Verwaltungsgebiet (LGA) im australischen Bundesstaat New South Wales. Das Gebiet ist 9.884,351 km² groß und hat etwa 63.000 Einwohner.
Tamworth liegt im Nordosten des Staates etwa 420 km nördlich der Metropole Sydney und 570 km südwestlich von Brisbane. Das Gebiet umfasst 79 Ortsteile und Ortschaften: Appleby, Attunga, Bective, Bendemeer, Bithramere, Borah Creek, Bowling Alley Point, Calala, Daruka, Duncans Creek, Dungowan, Duri, Garthowen, Gidley, Goonoo Goonoo, Halls Creek, Hallsville, Hanging Rock, Hillvue, Kingswood, Klori, Kootingal, Limbri, Lindesay, Longarm, Loomberah, Manilla, Upper Manilla, Mayvale, Moonbi, Moore Creek, Mulla Creek, Namoi River, Nemingha, New Mexico, Nundle, Ogunbil, Oxley Vale, Piallamore, Red Hill, Retreat, Rushes Creek, Somerton, Taminda, Tamworth, East Tamworth, North Tamworth, South Tamworth, West Tamworth, Thirldene, Timbumburi, Tintinhull, Wallamore, Warrabah, Warral, Watsons Creek, Weabonga, Westdale, Wimborne, Winton, Wongo Creek, Woodsreef, Woolomin und Teile von Banoon, Barraba, Barry, Bundarra, Crawney, Currabubula, Garoo, Gowrie, Gulf Creek, Ironbark, Kentucky, Niangala, Piallaway, Upper Horton, Wallabadah und Woolbrook. Der Verwaltungssitz des Councils befindet sich in der Stadt Tamworth in der Mitte der LGA, wo etwa 35.500 Einwohner leben.

## Verwaltung
Der Tamworth Regional Council hat neun Mitglieder, die von den Bewohnern der LGA gewählt werden. Die Tamworth Region ist nicht in Bezirke untergliedert. Aus dem Kreis der Councillor rekrutiert sich auch der Mayor (Bürgermeister) des Councils.